# 간바라정
간바라정(일본어: 蒲原町)은 일본 시즈오카현 이하라군에 설치되었던 정이다. 2006년 3월 31일, 시즈오카시에 편입 합병되었다. 시미즈구에 해당한다.

## 지리
시즈오카시와 시미즈시의 동쪽, 후지시와 후지강의 서쪽에 위치한 정이며, 남쪽은 태평양에 접해 있었다. 도로는 국도 1호·동명고속도로, 철도는 도카이도 본선과 도카이도 신칸센이 모두 병행하여 정역을 횡단하고 있어 도쿄와 오사카를 연결하는 교통의 요충지였다. 원래 도카이도53차의 가마바라주쿠였던 땅으로 우타가와 히로시게의 「동해도53차(우키요에)」에서도 그려져 있다.

## 역사
에도 시대에는 도카이도 15번째의 역참 마을인 가마바라슈쿠가 놓여 있었다
- 1889년 10월 1일 - 정촌제 시행과 함께 하이바라군 간바라정이 되었다.
- 2006년 3월 31일 - 시즈오카시에 편입 합병돼 시미즈구의 일부가 되었다.

## 교통

### 철도
- 도카이 여객철도
  - 도카이도 본선

### 도로
- 국도 1호선

## 참고 문헌
- 角川日本地名大辞典編纂委員会,『角川日本地名大辞典 22 静岡県』, 角川書店, 1978年, ISBN 4040012208